# Palazzo della Borsa (Ferrara)

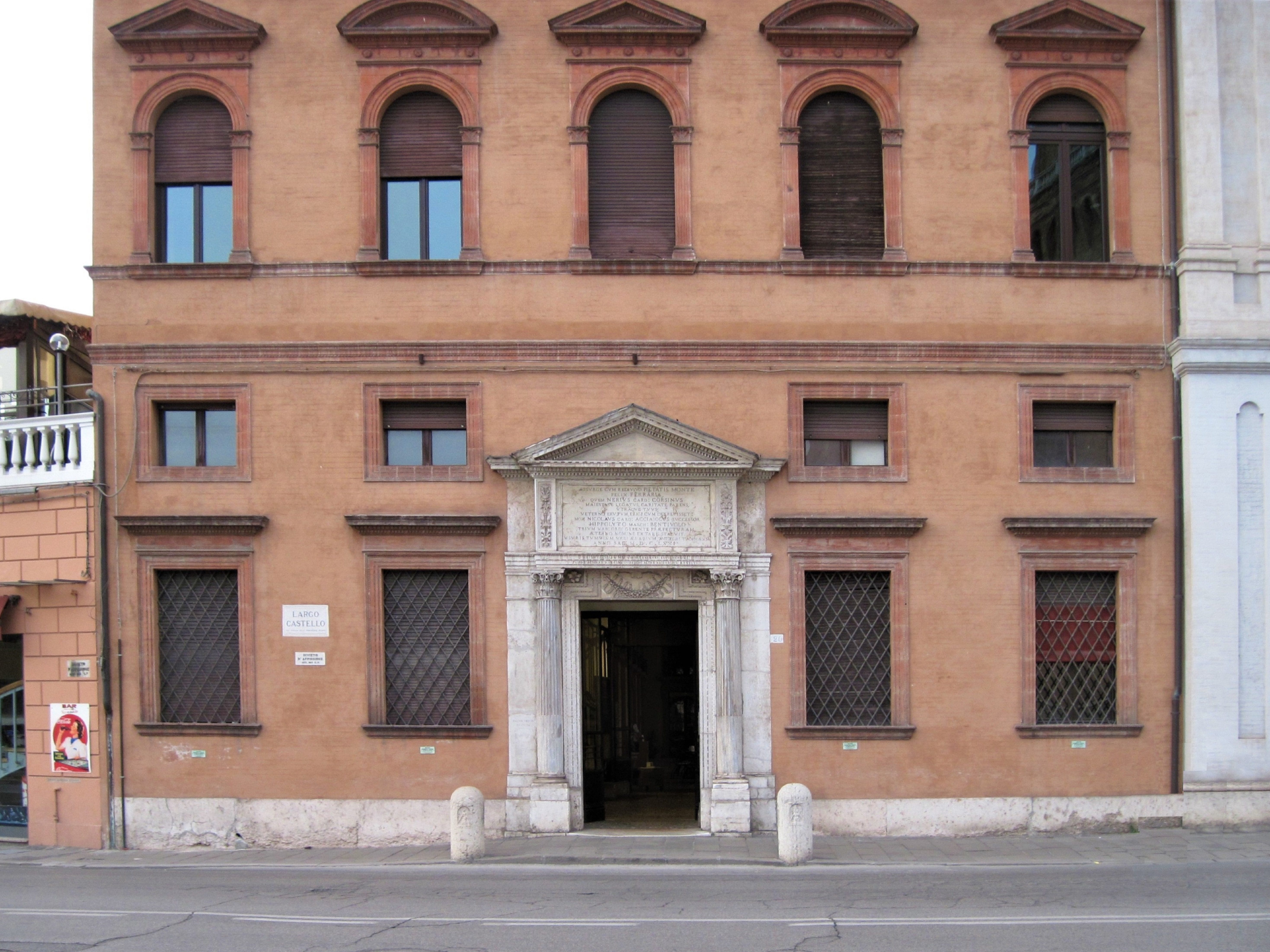
Eingang zum Palazzo della Borsa vom Largo Castello aus

Der Palazzo della Borsa, eigentlich ehemaliger Palazzo della Borsa oder ehemaliger Palazzo del Monte di Pietà, ist ein Palast im Zentrum von Ferrara in der italienischen Region Emilia-Romagna. Der Palast liegt in der Straße Largo Castello neben dem Palazzo della Camera di Commercio auf der gegenüberliegenden Seite des Corso Ercole I d’Este.

## Geschichte

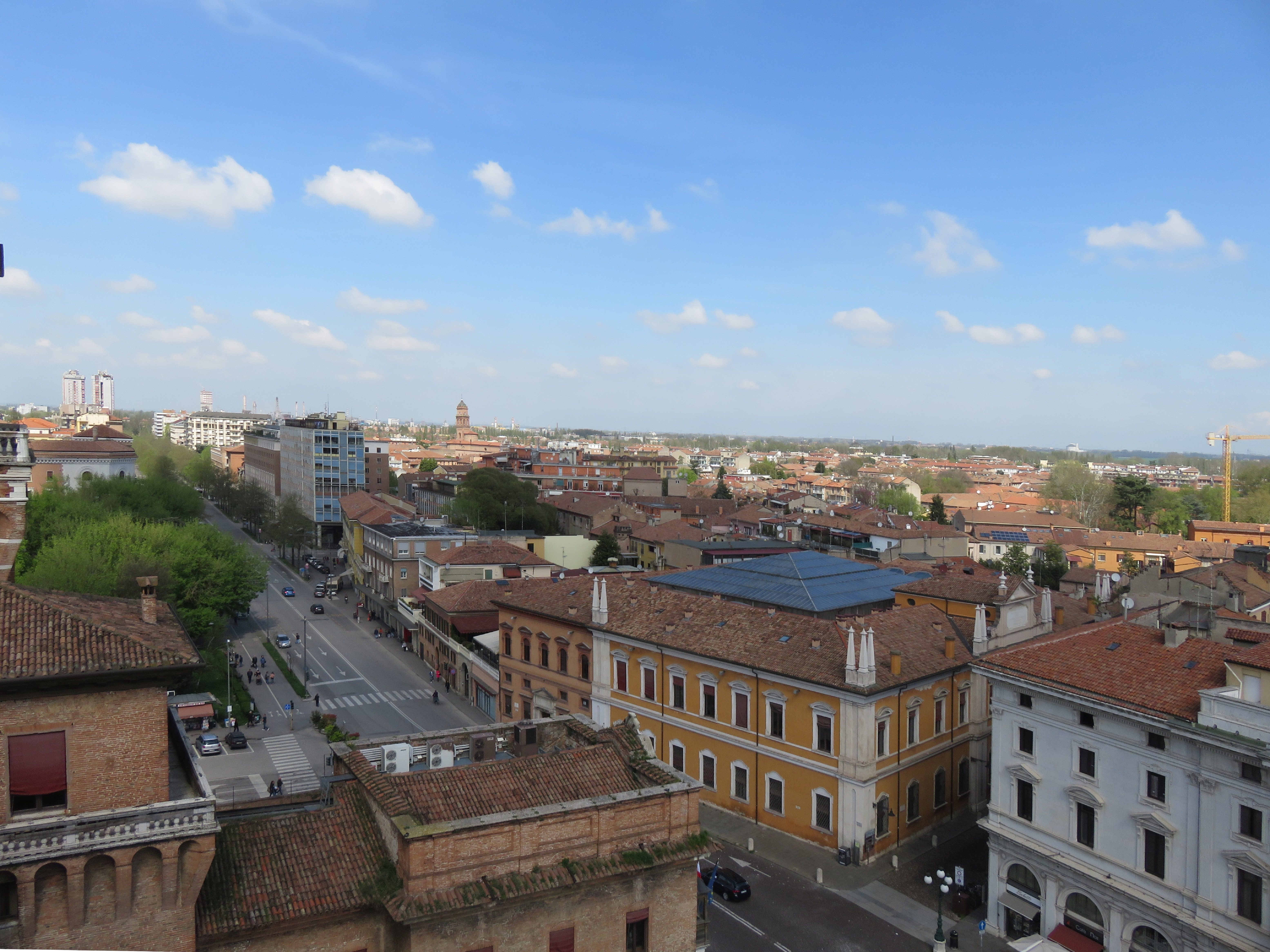
Blick auf den Torre dei Leoni vom Castello Estense aus. Der Palazzo della Borsa ist in der Bildmitte neben dem Palazzo della Camera di Commercio zu sehen.

Die Geschichte des Palastes, der über die Zeit vielen umfangreichen Veränderungen und Umbauten unterzogen wurde, könnte mit der Integration des Geländes, das bis dahin außerhalb der Stadtmauern lag, in die Stadtplanung durch Ercole I. d’Este, der sogenannten „Addizione Erculea“, beginnen. Eine bestimmte Zeit lang breiteten sich auf dem Gelände die Giardini del Padiglione aus, die der Markgraf 1477 für seinen Hof anstelle der vorhergehenden Gärten und kleinen Wohnhäusern der Bauern anlegen ließ.
Die Geburt des modernen Gebäudes ist mit dem Kardinal Giovanni Francesco Banchieri (1694–1763) verbunden, der den Architekten Angelo Santini mit der Projektierung beauftragte.
Nach der Erdbebenserie in der Emilia-Romagna von 2012 war es notwendig geworden, die charakteristischen Fialen von dem Gebäude zu entfernen, um das Gelände wieder sicher zu machen, auch wenn der Palast durch das Erdbeben keine relevanten Schäden erlitten hatte.

## Beschreibung

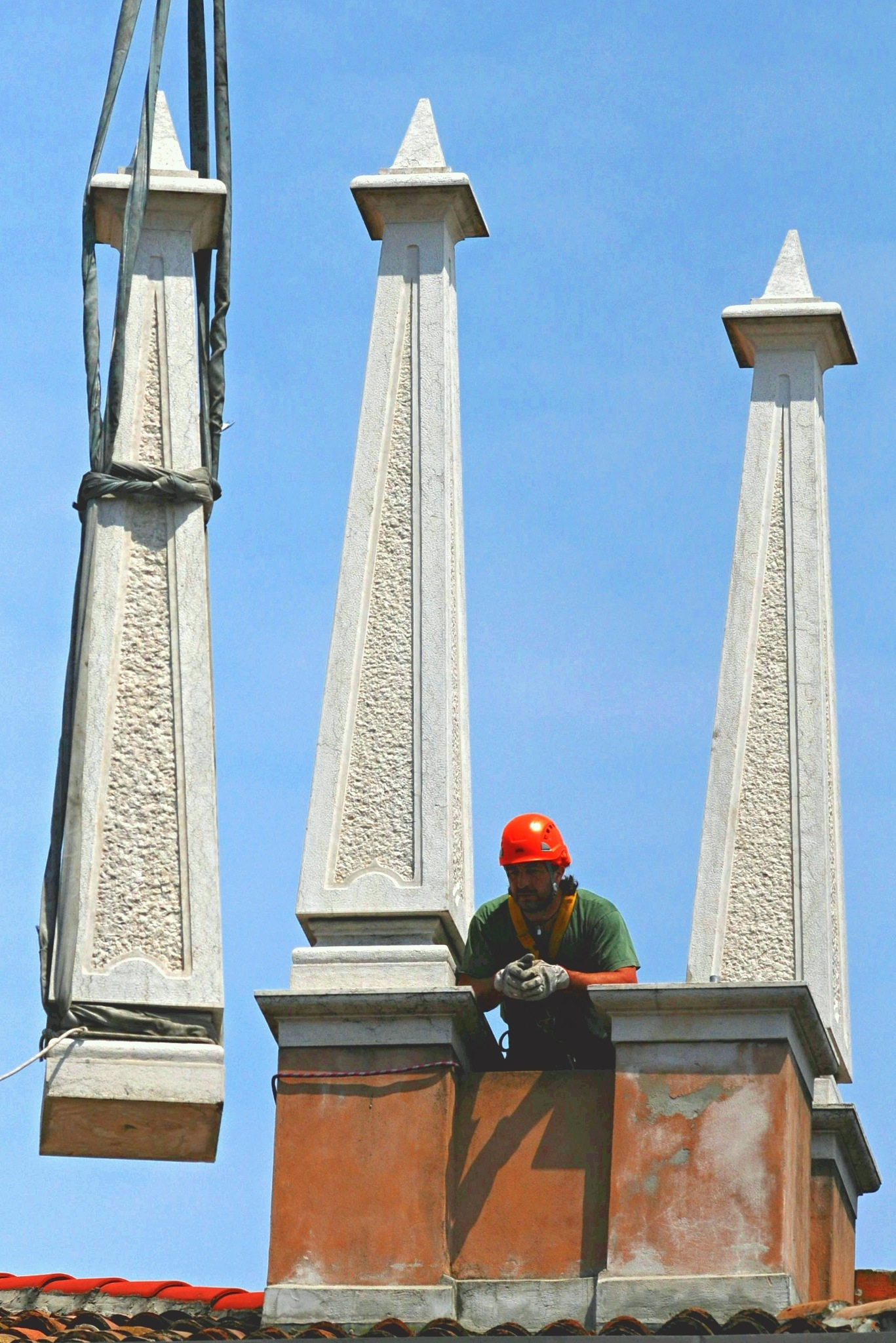
Entfernung der Fialen des Palazzo della Borsa nach den Erdstößen von 2012

Das Gebäude zeigt sich in monumentalen Dimensionen und mit zwei schönen Fassaden. Die Hauptfassade weist auf den Corso Ercole I d’Este hinaus und ist durch eine geometrische Symmetrie der Seitengebäude gekennzeichnet, die vom zentralen Block mit dem breiten Portal im Erdgeschoss, der über dem Hauptgeschoss, eine große Tafel besitzt, auf der die Funktion des Gebäudes angegeben ist, getrennt sind.
Auf der Tafel steht geschrieben:

„PAUPERIBUS.SUBLEVANDIS.
SERVANDISQUE.DEPOSITIS.
CURANTE.
IO.FRANCISCO.CARD.BANCHERIO.
TERT.LEGATO.
ANNO.MDCCLXI“.

(dt.: Die Armen unterstützen
und ihnen dienen. Sich um die Einlagen
kümmern.
Ich, Franziskus Card., Bänker
Tert. Verbunden
Jahr 1761)

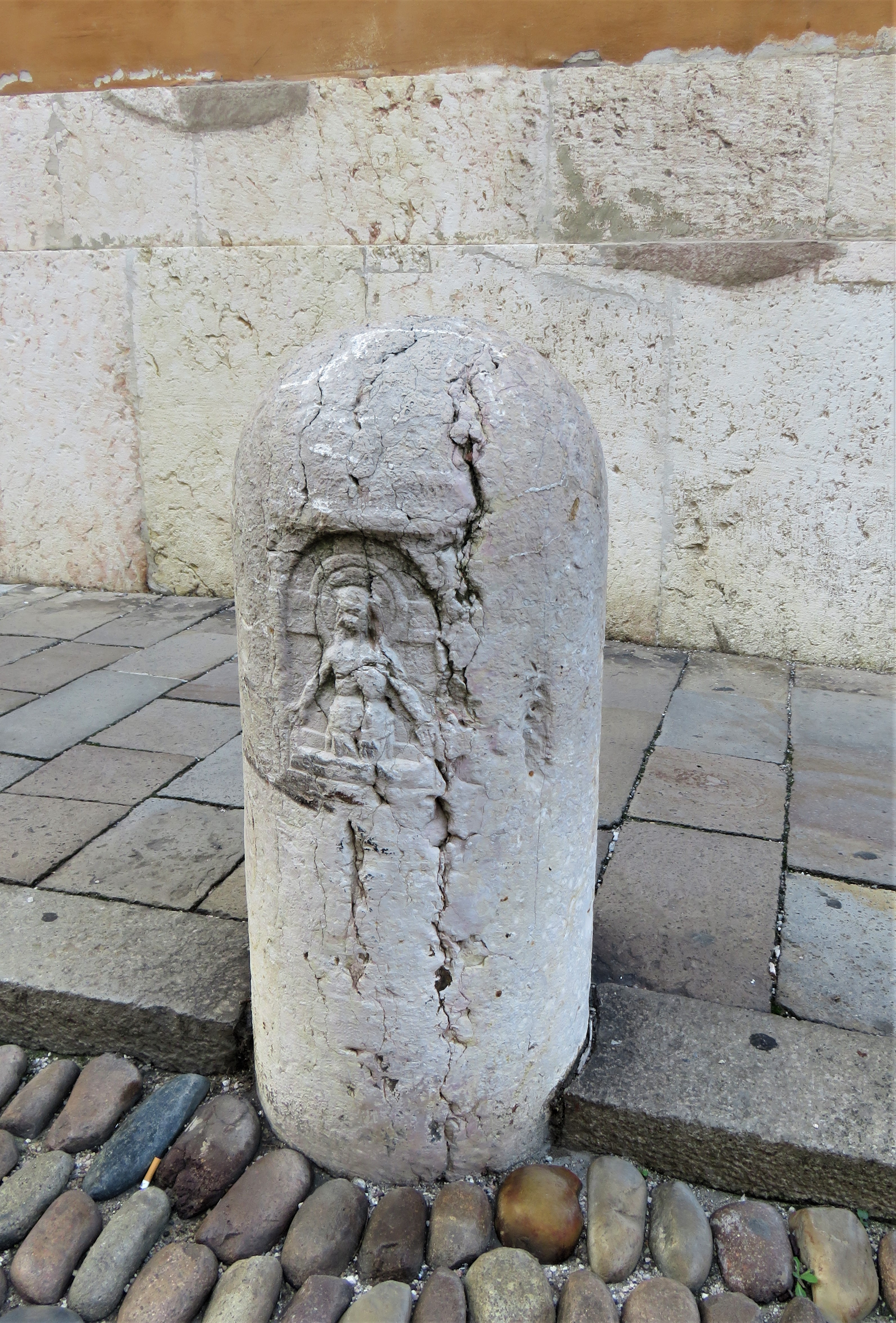
Einer der Poller am Corso Ercole I d’Este

Die Seitenfassade zum Largo Castello ist durch eine auffällige Asymmetrie gekennzeichnet. Der östliche Teil wiederholt den Stil und die Ockerfarbe der Hauptfassade und hat keine Eingänge, während der westliche Teil zu einem anderen Haus zu gehören scheint; er hat ein großes Marmorportal mit zwei korinthischen Halbsäulen, die einen klassischen Giebel stützen, unter dem sich eine große Tafel befindet, die ursprünglich ein Altarbild des Hauptaltars der Kirche San Benedetto war, dann an den Kardinal Niccolò Acciaiuoli für den Monte di Pietà in der Via Garibaldi abgetreten wurde, und schließlich, als dieser Monte di Pietà geschlossen wurde, an diesem Palast genutzt wurde.
Der große innere Ehrenhof des Palastes ist vollständig mit einer Metallrahmenkonstruktion in Form einer sehr niedrigen Pyramide abgedeckt und verglast, die den Hof sehr hell macht und dessen Nutzung für verschiedene Zwecke ermöglicht.
Die Fassaden sind mit Fialen verziert, die auf Höhe des Daches die formalen Passagen hervorheben, wie z. B. die Pilasterstrukturen an den seitlichen Ecken oder an den Trennlinien zwischen den zwei verschiedenen Baustilen, die an der Seitenfassade auftreten, und die ein besonderes architektonisches Detail des Architekten Angelo Santini darstellen.

### Die Poller
Ein isolierter Aspekt, der diesen Palast kennzeichnet, der früher ein Kalvarienberg war, ist das Vorhandensein von Pollern aus Marmor oder weißem Stein, verziert mit Halbreliefen mit dem Bild des Ecce homo am Rande der beiden Bürgersteige vor den Fassaden. Diese „Pfahlwurzeln“ sind einzig in ihrer Art im Stadtbild von Ferrara und waren Anfang des 21. Jahrhunderts Gegenstand eines Polizeieinsatzes, der vom Verein „Ferrariae Decus“ veranlasst wurde.

## Nutzung

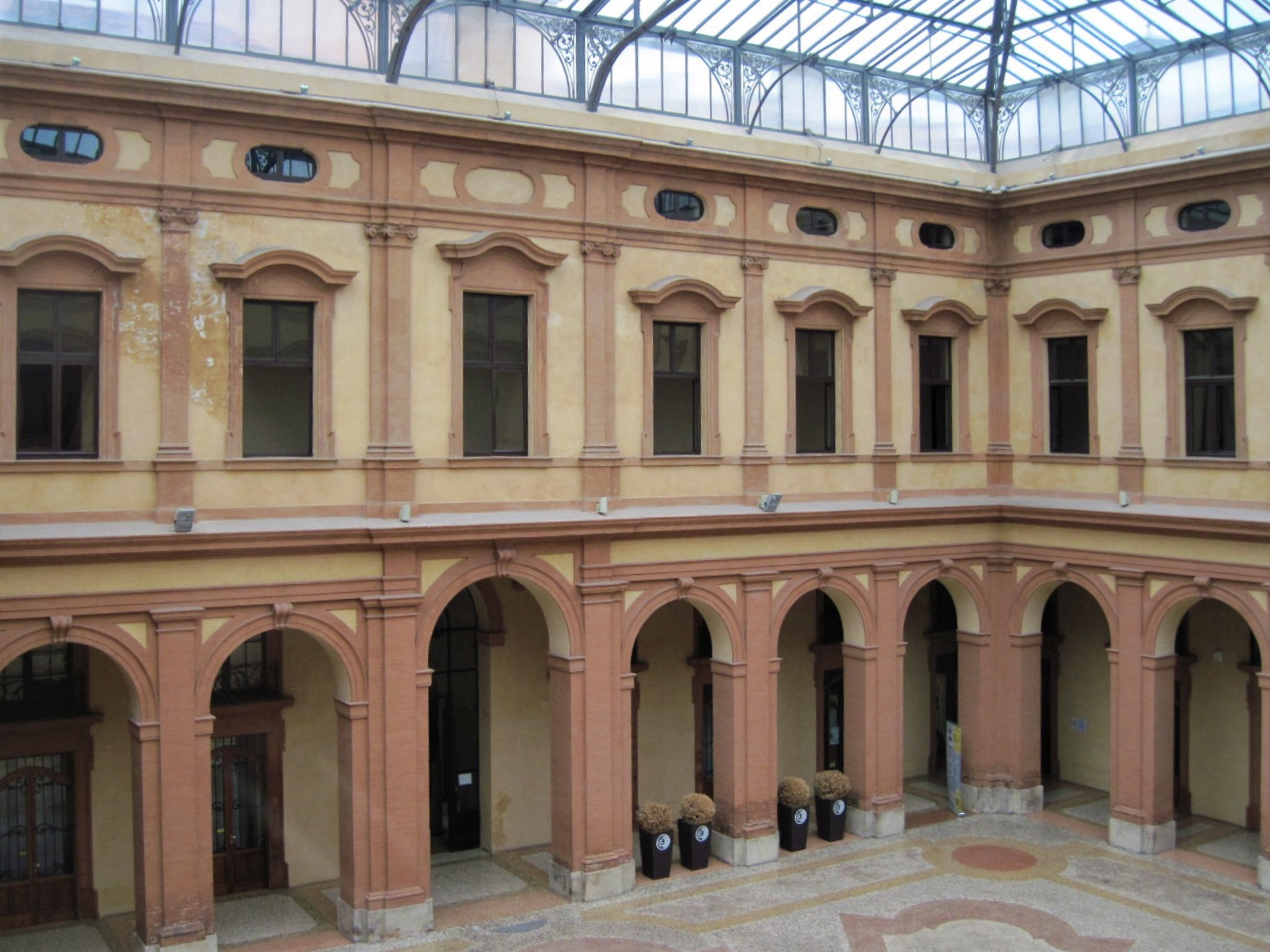
Überdachter innerer Ehrenhof des Palazzo della Borsa in Ferrara

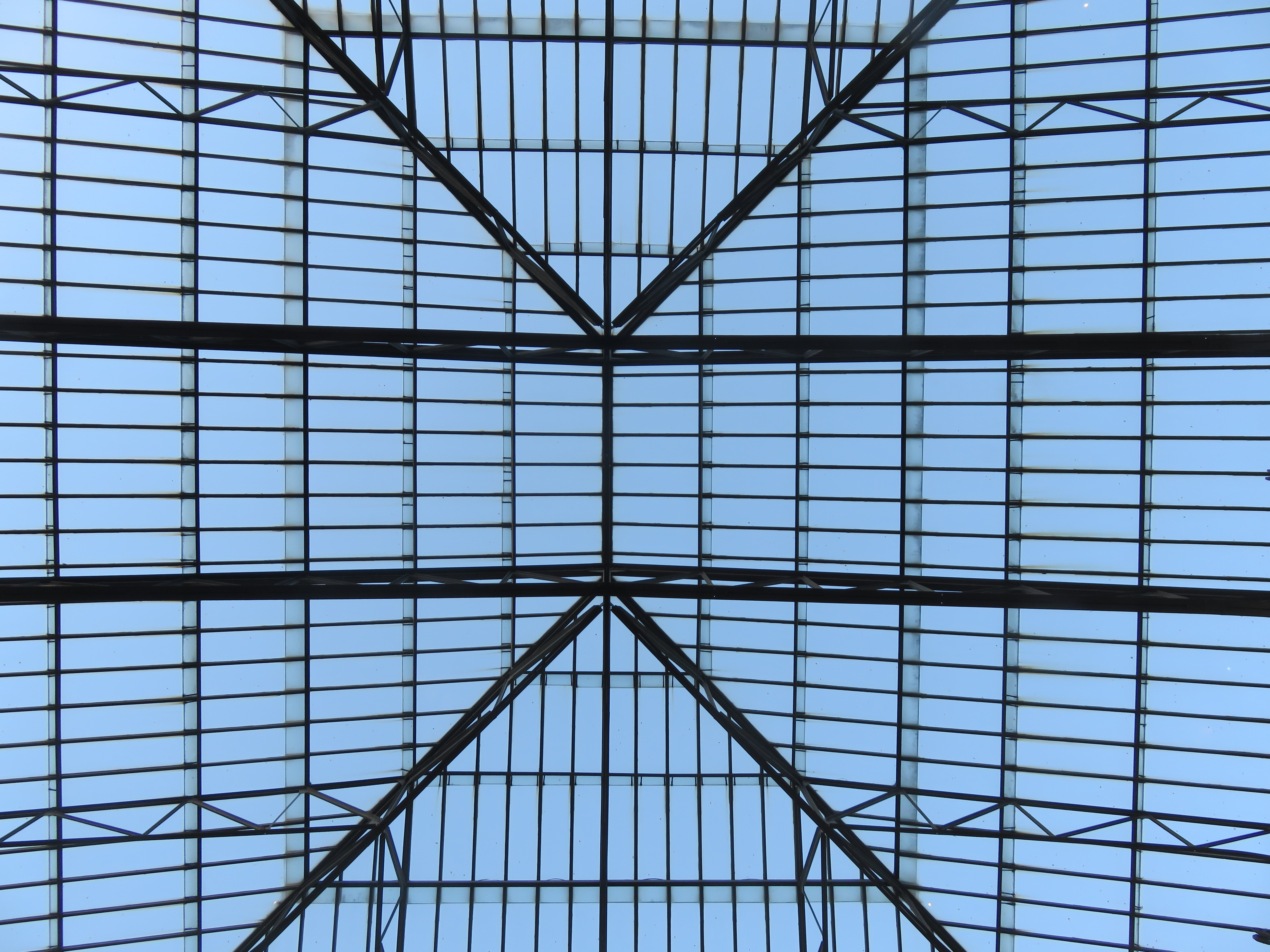
Überdachung des inneren Ehrenhofes

Seit seinem Bau diente das Gebäude verschiedenen Funktionen und wechselte oft den Besitzer. Sein Bau begann 1756 und ab 1761, als Ferrara Teil des Kirchenstaates wurde, war es Sitz des Monte di Pietà. Mit dem Beginn der Besetzung durch die Truppen Napoleon Bonapartes 1796 wurde die Institution trotz der Erwartungen von Freiheit und Respekt unterdrückt und alle wertvolleren Güter, die im Monte di Pietà vorhanden waren, wie Juwelen, Edelsteine, Gold und Silber, wurden requiriert, während nur die weniger wertvollen Stücke an die Armen zurückgegeben wurden. 1807, als die französische Umklammerung endete, wurde eine gemeinnützige Kongregation mit der Verwaltung betraut und der Monte di Pietà wurde ab 1862 und bis 1930 wieder unabhängig.
1930 wurde die Institution von der Sparkasse Ferrara übernommen, die schon Eigentümer des Gebäudes war und schon einige Jahre im Erdgeschoss des Palastes eine Niederlassung betrieben hatte. Der viele vorhandene Platz ließ den Eigentümer auch an die Eröffnung eines Tageshotels denken, aber dies wurde nicht realisiert. Später wurde das Gebäude Sitz der Borsa di Commercio (dt.: Handelsbörse) und in dieser Zeit wurde der große Innenhof mit einer riesigen Pyramide in Metall und Glas überdacht.
Im Zweiten Weltkrieg erlitt der Palast zahlreiche Schäden und die Überdachung des Innenhofes wurde zerstört. Der Wiederaufbau war erst nach dem Krieg möglich, aber in der Zwischenzeit hatte auch die Börse ihren dortigen Sitz aufgegeben.
In den 2010er-Jahren wurde die Immobilie, nachdem sie teilweise für verschiedene Handelsaktivitäten und Privatfirmen genutzt worden war, zum Verkauf angeboten und war Gegenstand weiterer Initiativen, da sie sehr zentral liegt und auch von touristischem Interesse ist.